# Afrophantes bryocola
Espèce
Synonymes
- Lepthyphantes bryocola Tanasevitch, 2025

Afrophantes bryocola est une espèce d'araignées aranéomorphes de la famille des Linyphiidae.

## Distribution
Cette espèce est endémique de la région d'Oromia en Éthiopie,. Elle se rencontre dans les monts Arsi.

## Description
La femelle holotype mesure 2,35 mm.

## Systématique et taxinomie
Cette espèce a été décrite sous le protonyme Lepthyphantes bryocola par Tanasevitch en 2025. Elle est placée dans le genre Afrophantes par Tanasevitch en 2025.

## Publication originale
- Tanasevitch, 2025 : « Survey of the Ethiopian linyphiid spider fauna. II. Subfamily Micronetinae Hull, 1920 (Arachnida: Araneae: Linyphiidae). » European Journal of Taxonomy, vol. 976, p. 255-282 (texte intégral).